# Чемпіонат Європи з футболу 2004 (склади команд)/Німеччина

## Складзбірної Німеччининачемпіонаті Європи 2004
| №               | Гравець              | Клуб (у 2004)       | Дата народження   | Вік      | Ігор                        | Голів                       |                             |
| Воротарі        | Воротарі             | Воротарі            | Воротарі          | Воротарі | Воротарі                    | Воротарі                    | Воротарі                    |
| --------------- | -------------------- | ------------------- | ----------------- | -------- | --------------------------- | --------------------------- | --------------------------- |
| 1               | Олівер Кан           | Баварія (Мюнхен)    | 15 червня 1969    | 34       |                             |                             |                             |
| 12              | Йєнс Леман           | Арсенал             | 10 листопада 1969 | 34       |                             |                             |                             |
| 23              | Тімо Хільдебранд     | Штуттгарт           | 5 квітня 1979     | 25       |                             |                             |                             |
| Нападники       |                      |                     |                   |          |                             |                             |                             |
| 7               | Бастіан Швайнштайгер | Баварія (Мюнхен)    | 1 серпня 1984     | 19       |                             |                             |                             |
| 9               | Фреді Бобич          | Герта (Берлін)      | 30 жовтня 1971    | 32       |                             |                             |                             |
| 10              | Кевін Кураньї        | Штуттгарт           | 2 березня 1982    | 22       |                             |                             |                             |
| 11              | Мірослав Клозе       | Кайзерслаутерн      | 9 червня 1978     | 26       |                             |                             |                             |
| 14              | Томас Брдарич        | Ганновер            | 23 січня 1975     | 29       |                             |                             |                             |
| 20              | Лукас Подольскі      | Кельн               | 4 червня 1985     | 19       |                             |                             |                             |
| Півзахисники    |                      |                     |                   |          |                             |                             |                             |
| 8               | Дітмар Гаманн        | Ліверпуль           | 27 серпня 1973    | 30       |                             |                             |                             |
| 13              | Міхаель Баллак       | Баварія (Мюнхен)    | 26 вересня 1976   | 27       |                             |                             |                             |
| 15              | Себастьян Кель       | Боруссія (Дортмунд) | 13 лютого 1980    | 24       |                             |                             |                             |
| 16              | Єнс Єреміс           | Баварія (Мюнхен)    | 5 березня 1974    | 30       |                             |                             |                             |
| 18              | Фабіан Ернст         | Вердер (Бремен)     | 30 травня 1979    | 25       |                             |                             |                             |
| 19              | Бернд Шнайдер        | Байєр (Леверкузен)  | 17 листопада 1973 | 30       |                             |                             |                             |
| 22              | Торстен Фрінгс       | Боруссія (Дортмунд) | 22 листопада 1976 | 27       |                             |                             |                             |
| Захисники       |                      |                     |                   |          |                             |                             |                             |
| 2               | Андреас Гінкель      | Штуттгарт           | 26 березня 1982   | 22       |                             |                             |                             |
| 3               | Арне Фрідріх         | Герта (Берлін)      | 29 травня 1979    | 25       |                             |                             |                             |
| 4               | Крістіан Вернс       | Боруссія (Дортмунд) | 10 травня 1972    | 32       |                             |                             |                             |
| 5               | Єнс Новотний         | Байєр (Леверкузен)  | 11 січня 1974     | 30       |                             |                             |                             |
| 6               | Франк Бауманн        | Вердер (Бремен)     | 29 жовтня 1975    | 28       |                             |                             |                             |
| 17              | Крістіан Циге        | Тоттенхем Хотспур   | 1 лютого 1972     | 32       |                             |                             |                             |
| 21              | Філіп Лам            | Штуттгарт           | 11 листопада 1983 | 20       |                             |                             |                             |
| Головний тренер |                      |                     |                   |          |                             |                             |                             |
| Німеччина       | Руді Фьоллер         |                     | 13 квітня 1960    | 44       | Середній вік гравців: 27,46 | Середній вік гравців: 27,46 | Середній вік гравців: 27,46 |
|                 |                      |                     |                   |          |                             |                             |                             |

| Гравців національного чемпіонату: | Гравців національного чемпіонату:                   | 20   |
|                                   | Баварія (Мюнхен), Штуттгарт                         | по 4 |
|                                   | Боруссія (Дортмунд)                                 | 3    |
|                                   | Байєр (Леверкузен), Вердер (Бремен), Герта (Берлін) | по 2 |
|                                   | Ганновер, Кайзерслаутерн, Кельн                     | по 1 |
| Легіонерів:                       | Легіонерів:                                         | 3    |
|                                   | Англія                                              | 3    |